# 장바티스트 뒤몽소
장바티스트 뒤몽소(Jean-Baptiste Dumonceau, 1760년 11월 7일 ~ 1821년 12월 29일)는 프랑스와 네덜란드에서 활동했던 군인이다. 1806년 홀란트 왕국의 원수로 임명되었다.

## 생애
장바티스트 뒤몽소는 1760년 11월 7일 브뤼셀에서 피에르 뒤몽소(Pierre Dumonceau)와 카테리네 판데르메이렌(Catherine van der Meiren)의 아들로 태어났다. 그는 원래 건축 공부를 하고자 했었으나, 1789년 브라반트 혁명을 계기로 군인이 되었다. 1790년 혁명이 실패로 돌아간 뒤 그는 프랑스로 망명하여 프랑스군에 입대했다.
뒤몽소는 1792년 11월 6일 즈마프 전투(Bataille de Jemappes)에 참전했으며 망명귀족군의 공격에 맞서 릴을 방어한 공적으로 인해 준장으로 진급했다. 1795년에는 장 샤를 피슈그뤼 장군이 지휘하는 네덜란드 진공 작전에 일조함으로써 소장으로 진급했고, 바타비아 공화국 주둔군에서 복무하게 되었다. 1796년에 흐로닝언, 프리슬란트, 드렌터 주 일대를 방어하는 임무를 맡았으며 이후엔 헤이그의 군사총독으로 임명되었다. 1799년 영국군이 네덜란드 일대를 공격했을 당시, 그는 베르헌 전투(Bataille de Bergen)에서 용맹하게 싸우다가 부상을 입기도 했다.
1805년 뒤몽소는 아돌프 에두아르 모르티에 원수 휘하에서 바타비아 공화국군을 지휘하게 되었다. 1806년 바타비아 공화국이 홀란트 왕국으로 바뀌고 루이 보나파르트가 국왕이 된 이후, 뒤몽소는 홀란트 왕국 원수 및 국가참사관으로 임명되었다. 그는 나폴레옹 전쟁기 동안 홀란트 왕국군을 통솔했다. 1809년 3월 30일 루이 보나파르트는 뒤몽소에게 홀란트 왕국 국적을 하사했으며, 1810년에는 그를 베르헌두인 백작(comte de Bergenduin)에 봉했다. 홀란트 왕국이 프랑스에 합병되고 난 이후, 나폴레옹은 뒤몽소에게 새로 제국백작 작위와 베르헌달 백작(comte de Bergendal) 작위를 주었다.
1813년, 뒤몽소는 도미니크 방담 장군의 지휘 아래 제 6차 대프랑스 동맹전쟁에 참전했으며, 8월 29일 쿨름 전투에서 방담이 포로로 잡히자 그를 대신하여 프랑스군의 퇴각을 지휘했다. 그러나 그 또한 드레스덴 전투에서 포로로 잡혀 나폴레옹이 퇴위할 때까지 억류되어 있어야 했다. 백일천하 때 그는 메지에르에 주둔하고 있던 일부 부대의 지휘관을 맡은 것 외에는 별다른 역할을 하지 않았다.
1815년 나폴레옹이 완전히 몰락하자, 뒤몽소는 프랑스를 떠나 네덜란드로 갔다. 네덜란드 국왕 빌럼 1세는 뒤몽소를 자신의 부관으로 임명했으나 그의 베르헌달 백작위는 사용하지 못하게 했다. 그것은 프랑스군이 베르헌 전투에서 승리를 거두었던 것을 연상시키는 작호였기 때문이다. 대신 그의 제국백작 작위를 뒤몽소 백작위로 인정해 주었다. 1820년 3월 15일, 뒤몽소는 브라반트 주의원으로 당선되기도 했다.
뒤몽소는 1821년 12월 29일 브뤼셀에서 사망했다. 그는 정직하고 성품이 곧은 인물이었으므로, 병사들은 그를 오점 없는 장군(Le général sans tache)'이라는 별명으로 불렀다고 한다.

## 가족
뒤몽소는 1782년 안 마리 콜리네(Anne Marie Collinet)와 결혼했으며, 콜리네와 사별한 뒤 아그네스 빌헬미나 크레머르스(Agnes Wilhelmina Cremers)라는 여성과 재혼했다. 그의 아들인 장 프랑수아 뒤몽소(Jean François Dumonceau), 손자 샤를 앙리 펠릭스 뒤몽소(Charles Henri Félix Dumonceau), 증손자 샤를 조제프 펠릭스 뒤몽소(Charles Joseph Félix Dumonceau)는 대를 이어 빌럼 3세와 빌헬미나 여왕의 부관이 되었다.